# Hell No (Leave Home)
Hell No (Leave Home) är en låt med den amerikanska sångerskan Monica, släppt som den fjärde och sista singeln den 14 maj 2007 från hennes fjärde studioalbum The Makings of Me. Låten skrevs och producerades av Bryan Michael Cox, Sean Garrett, och Carl Mitchell. Singeln såg knapp framgång då den inte lyckades komma in på Billboard Hot 100 eller många andra listor. 
Som högst klättrade låten till plats 114:e placering på USA:s R&B-lista Billboard Hot R&B/Hip-Hop Songs.

## Format och innehållsförteckningar

### Promotional CD single
1. "Hell No (Leave Home)" (Radio Edit) - 4:36
2. "Hell No (Leave Home)" (Radio Edit Without Rap) - 3:19
3. "Hell No (Leave Home)" (Instrumental) - 4:49
4. "Hell No (Leave Home)" (Call out Hook) - 0:17

## Listor
| Chart (2007)                         | Peak position |
| ------------------------------------ | ------------- |
| U.S. Billboard Hot R&B/Hip-Hop Songs | 114           |